# Atholus khnzoriani
Atholus khnzoriani är en skalbaggsart som beskrevs av Olexa 1982. Atholus khnzoriani ingår i släktet Atholus och familjen stumpbaggar. Inga underarter finns listade i Catalogue of Life.